# Best of Manau
Pour les articles homonymes, voir Best of.
Albums de Manau
On peut tous rêver
(2005) Seul et en silence
(2007)
Best of de Manau, sorti le 12 novembre 2007.

## Pistes
| No  | Titre                                         | Durée |
| --- | --------------------------------------------- | ----- |
| 1.  | La Tribu de Dana                              | 4:47  |
| 2.  | Mais qui est la belette ?                     | 3:55  |
| 3.  | Tout le monde a besoin de tout le monde       | 3:46  |
| 4.  | Cheguevarap (Remix)                           | 3:39  |
| 5.  | Panique Celtique                              | 3:35  |
| 6.  | La Poupée [feat. Maurane]                     | 3:58  |
| 7.  | Con j'pense                                   | 3:36  |
| 8.  | L'Avenir est un long passé (Nouvelle Version) | 4:52  |
| 9.  | Fest Noz de Paname                            | 4:59  |
| 10. | Mytho du Ghetto                               | 3:38  |
| 11. | Un Type bien                                  | 3:56  |
| 12. | La Confession                                 | 4:01  |
| 13. | Un peu de soleil                              | 4:27  |
| 14. | Medley                                        | 3:47  |